# مسجد ظلمات وضريح مير عماد
مسجد ظلمات وضريح مير عماد (بالفارسية: مسجد ظلمات و آرامگاه میرعماد) هو ضريح تاريخي يعود إلى القرن الحادي عشر الهجري، ويقع في أصفهان.